# Rhaphiolepis lanceolata
Rhaphiolepis lanceolata là loài thực vật có hoa trong họ Hoa hồng. Loài này được Hu miêu tả khoa học đầu tiên năm 1932.